# Surmoulage
 (janvier 2022).
Si vous disposez d'ouvrages ou d'articles de référence ou si vous connaissez des sites web de qualité traitant du thème abordé ici, merci de compléter l'article en donnant les références utiles à sa vérifiabilité et en les liant à la section « Notes et références ».
Le surmoulage est une technique qui consiste à réaliser un moulage sur un produit déjà fini.
En plasturgie, la technique du surmoulage consiste à venir injecter du plastique  sur un insert (métal, plastique, céramique…).
Le but du surmoulage peut être (par exemple) :
d'obtenir une protection de l'insert surmoulé (protection électrique, protection contre les chocs…)
de mélanger deux matières plastiques pour obtenir : 2 coloris, une partie rigide et une partie soft… (exemple : poignée de ski, brosse à dents…)
Techniques de surmoulage (en plasturgie) :
Surmoulage par insertion d'insert dans un moule (outillage)
Surmoulage par injection bi-matière (injection de l'insert plastique et surmoulage dans le même outillage), dans ce cas cela nécessite une presse à injecter Bi-Matière avec 2 unités d'injection.